# Élection municipale de 2014 à Washington D.C.
L'élection municipale de 2014 à Washington D.C. s'est tenue le 4 novembre 2014 afin d'élire le maire. Vincent C. Gray (démocrate), maire sortant, est battu lors de la primaire par Muriel Bowser qui lui succède à la mairie.

## Primaire démocrate

### Sondages
| Source                 | Date                       | Échantillon | Marge d'erreur | Vincent C. Gray | Muriel Bowser | Jack Evans | Reta Jo Lewis | Vincent Orange | Andy Shallal | Tommy Wells | Autres                                 | Indécis |
| ---------------------- | -------------------------- | ----------- | -------------- | --------------- | ------------- | ---------- | ------------- | -------------- | ------------ | ----------- | -------------------------------------- | ------- |
| The Washington Post    | 20-23 mars 2014            | 391         | ± 6.5 %        | 27 %            | 30 %          | 6 %        | 3 %           | 3 %            | 6 %          | 14 %        | Carlos Allen : 1 % Autres : 1 %        | 9 %     |
| Marist                 | 19-23 mars 2014            | 441         | ± 4.7 %        | 26 %            | 28 %          | 9 %        | 2 %           | 4 %            | 4 %          | 11 %        | Carlos Allen : <1 % Autres : 1 %       | 15 %    |
| Public Policy Polling  | 13-16 mars 2014            | 860         | ± 3.3 %        | 27 %            | 27 %          | 13 %       | 1 %           | 2 %            | 7 %          | 9 %         | -                                      | 14 %    |
| Marist                 | 17-23 février 2014         | 416         | ± 4.8 %        | 28 %            | 20 %          | 13 %       | 3 %           | 4 %            | 6 %          | 12 %        | Carlos Allen : <1 % Autres : 1 %       | 12 %    |
| The Washington Post    | 9-12 janvier 2014          | 669         | ± 5 %          | 24 %            | 12 %          | 11 %       | 1 %           | 9 %            | 5 %          | 11 %        | Christian A. Carter : 1 % Autres : 3 % | 23 %    |
| GarinHartYang          | 6-9 janvier 2014           | 502         | ± 4.4 %        | 20 %            | 18 %          | 15 %       | -             | 6 %            | 3 %          | 15 %        | -                                      | 23 %    |
| Lake Research Partners | 27 juin - 1er juillet 2013 | 503         | ± 4.4 %        | 21 %            | 17 %          | 13 %       | -             | -              | -            | 16 %        | -                                      | 31 %    |

### Résultats
| Résultats | Résultats | Résultats       | Résultats | Résultats |
| Partis    | Partis    | Candidats       | Voix      | %         |
| --------- | --------- | --------------- | --------- | --------- |
|           | Démocrate | Muriel Bowser   | 42 045    | 43,38     |
|           | Démocrate | Vincent C. Gray | 31 613    | 32,62     |
|           | Démocrate | Tommy Wells     | 12 393    | 12,79     |
|           | Démocrate | Jack Evans      | 4 877     | 5,03      |
|           | Démocrate | Andy Shallal    | 3 196     | 3,30      |
|           | Démocrate | Vincent Orange  | 1 946     | 2,01      |
|           | Démocrate | Reta Jo Lewis   | 490       | 0,51      |
|           | Démocrate | Carlos Allen    | 120       | 0,12      |
|           |           | Write-in        | 235       | 0,24      |
| Total     | Total     | Total           | 96 915    | 100       |

## Primaire républicaine
| Résultats | Résultats | Résultats | Résultats | Résultats |
| Partis    | Partis    | Candidats | Voix      | %         |
| --------- | --------- | --------- | --------- | --------- |
|           |           | Write-in  | 717       | 100       |
| Total     | Total     | Total     | 717       | 100       |

## Primaire libertarienne
| Résultats | Résultats   | Résultats    | Résultats | Résultats |
| Partis    | Partis      | Candidats    | Voix      | %         |
| --------- | ----------- | ------------ | --------- | --------- |
|           | Libertarien | Bruce Majors | 30        | 90,91     |
|           |             | Write-in     | 3         | 9.09      |
| Total     | Total       | Total        | 33        | 100       |

## Primaire duD.C. Statehood Green Party
| Résultats | Résultats            | Résultats  | Résultats | Résultats |
| Partis    | Partis               | Candidats  | Voix      | %         |
| --------- | -------------------- | ---------- | --------- | --------- |
|           | D.C. Statehood Green | Faith Dane | 191       | 47,63     |
|           |                      | Write-in   | 210       | 52,37     |
| Total     | Total                | Total      | 401       | 100       |

## Élection générale

### Sondages

#### Candidats Browser-Catania-Schwartz
| Source               | Date                   | Échantillon | Marge d'erreur | Muriel Bowser (D) | David Catania (I) | Carol Schwartz (I) | Autres | Indécis |
| -------------------- | ---------------------- | ----------- | -------------- | ----------------- | ----------------- | ------------------ | ------ | ------- |
| Ron Lester           | septembre-octobre 2014 | 500         | ± ? %          | 34 %              | 30 %              | 16 %               | -      | 19 %    |
| Economic Growth D.C. | 28-30 septembre 2014   | 1 023       | ± 3 %          | 35 %              | 27 %              | 11 %               | -      | 27 %    |
| Economic Growth D.C. | 28-30 septembre 2014   | 1 023       | ± 3 %          | 43 %              | 33 %              | -                  | -      | 24 %    |
| Marist               | 14-16 septembre 2014   | 572         | ± 4 %          | 43 %              | 26 %              | 16 %               | 1 %    | 14 %    |
| Marist               | 14-16 septembre 2014   | 572         | ± 4 %          | 50 %              | 33 %              | -                  | 1 %    | 16 %    |
| Marist               | 14-16 septembre 2014   | 572         | ± 4 %          | 55 %              | -                 | 25 %               | 2 %    | 18 %    |
| The Washington Post  | 20-23 mars 2014        | 1 102       | ± 4 %          | 56 %              | 23 %              | -                  | 1 %    | 21 %    |
| Marist               | 19-23 mars 2014        | 532         | ± 4.2 %        | 46 %              | 26 %              | -                  | -      | 28 %    |

#### Candidats Gray-Catania
| Source              | Date              | Échantillon | Marge d'erreur | Vincent C. Gray (D) | David Catania (I) | Autres | Indécis |
| ------------------- | ----------------- | ----------- | -------------- | ------------------- | ----------------- | ------ | ------- |
| The Washington Post | 20-23 mars 2014   | 1 102       | ± 4 %          | 41 %                | 41 %              | 1 %    | 17 %    |
| Marist              | 19-23 mars 2014   | 569         | ± 4.1 %        | 43 %                | 37 %              | -      | 20 %    |
| The Washington Post | 9-12 janvier 2014 | 1 003       | ± 4 %          | 43 %                | 38 %              | 1 %    | 18 %    |

### Résultats
| Résultats | Résultats            | Résultats      | Résultats | Résultats |
| Partis    | Partis               | Candidats      | Voix      | %         |
| --------- | -------------------- | -------------- | --------- | --------- |
|           | Démocrate            | Muriel Bowser  | 96 666    | 54,50     |
|           | Indépendant          | David Catania  | 61 388    | 34,61     |
|           | Indépendant          | Carol Schwartz | 12 327    | 6,95      |
|           | D.C. Statehood Green | Faith Dane     | 1 520     | 0,86      |
|           | Libertarien          | Bruce Majors   | 1 297     | 0,73      |
|           |                      | Over votes     | 95        | 0,05      |
|           |                      | Under votes    | 1 993     | 1,12      |
|           |                      | Write-in       | 1 612     | 0,91      |
| Total     | Total                | Total          | 177 358   | 100       |